# Wirksworth
Wirksworth est une ville du Derbyshire, en Angleterre. Elle est située dans le centre du comté, à une vingtaine de kilomètres au nord de Derby. L'Ecclesbourne, un affluent de la Derwent, y prend sa source. Administrativement, elle relève du district de Derbyshire Dales. Au recensement de 2011, la paroisse civile de Wirksworth comptait 5 038 habitants.

## Jumelage
Wirksworth est jumelée avec :
- Die (France)
- Frankenau (Allemagne)

## Ville en transition
Wirksworth s'inscrit depuis 2009/2010 dans le réseau des Villes en transition.

## Personnalités liées à la ville
- Lawrence Beesley (1877-1967), enseignant, journaliste et écrivain, rescapé du naufrage du Titanic, y est né.